# 372 a. C.
El año 372 a. C. fue un año del calendario romano prejuliano. En el Imperio romano se conocía como el Cuarto año sin Tribunado o Consulado (o menos frecuentemente, año 382 Ab urbe condita). 

## Acontecimientos

### Grecia
- Jasón de Feras, el gobernante de Tesalia, se alía con Atenas primero y con Macedonia después.

## Deportes
- Troilo de Elis gana dos acontecimientos hípicos en los Juegos Olímpicos, que lleva a que se prohíba que los árbitros compitan en los Juegos.

- Datos: Q227793